# Vaux-lès-Rubigny
 Vaux-lès-Rubigny  là một xã ở tỉnh Ardennes, thuộc vùng Grand Est ở phía bắc nước Pháp.